# Kusala colibria
Kusala colibria är en insektsart som beskrevs av Fernando Chiang och Knight 1990. Kusala colibria ingår i släktet Kusala och familjen dvärgstritar.
Artens utbredningsområde är Taiwan. Inga underarter finns listade i Catalogue of Life.